# 64P/Swift-Gehrels
64P/Swift-Gehrels, komet Jupiterove obitelji. 